# Melanophthalma wittmeri
Melanophthalma wittmeri is een keversoort uit de familie schimmelkevers (Latridiidae). De wetenschappelijke naam van de soort werd in 1978 gepubliceerd door Adolf Wilhelm Otto.